# Alejandra Soler
Alejandra Soler Gilabert (Valencia, 8 de julio de 1913-Valencia, 1 de marzo de 2017) fue una militante comunista, maestra republicana española, hija predilecta de Valencia. Pionera en el asociacionismo universitario durante la II República y jefa de la Cátedra de Lenguas Romances de la Escuela Superior de Diplomacia de Moscú.

## Biografía

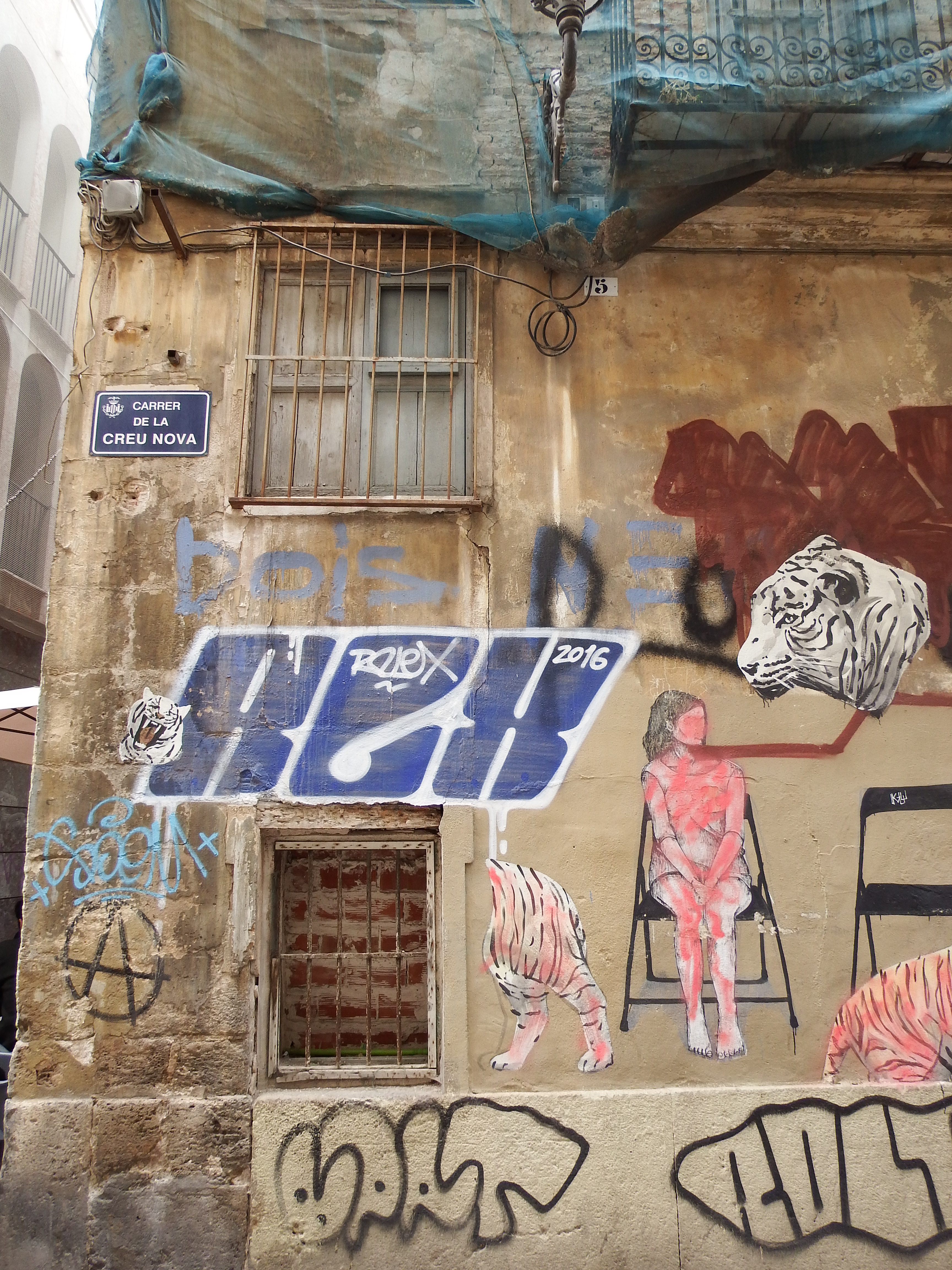
Casa natalicia de Alejandra Soler Gilabert en la calle Creu Nova de Valencia.

Alejandra estudió en la Institución de la Enseñanza para la Mujer e hizo el Bachillerato en el Instituto Lluís Vives, vinculándose a la Federación Universitaria Escolar, movimiento de estudiantes que luchaba por una enseñanza más moderna y que participó en las revueltas de estudiantes durante la dictadura de Primo de Rivera.
En 1934 se afilió al Partido Comunista de España y un año después se licenció en Filosofía y Letras, siendo una de las primeras mujeres que se licenció en la universidad española. Fue una luchadora y defensora de la escuela pública y de la igualdad, y del acceso universal a la educación, con un largo historial de trabajo en las escuelas rurales. También fue una de las primeras atletas de la historia del atletismo valenciano, entrando en el grupo de mujeres de la Federación Universitaria Escolar (FUE) mientras estudiaba Magisterio.
En 1939, concluida la Guerra Civil Española con la derrota de la Segunda República, cruzó la frontera con Francia, siendo internada en un campo de refugiados del gobierno colaboracionista de Vichy, del que lograría escapar junto a su marido, Arnaldo Azzatti, hijo del periodista Félix Azzati, que estaba en otro campo. Consiguieron llegar a la URSS. Alejandra volvió a España en 1971, y tras instalarse casi clandestinamente en Madrid durante seis años, regresó a Valencia.
En Moscú fue maestra de niños españoles que la Unión Soviética había acogido. Durante la Segunda Guerra Mundial vivió la batalla de Stalingrado, donde salvó a 14 niños, los alumnos que tenía a su cargo, ayudándoles a cruzar el Volga en unos pontones hasta la otra orilla y trasladándolos lejos del frente. Tuvo que marchar al sur y después al oeste de Rusia, hasta que, después de muchas peripecias, que relata en su libro La vida es un río caudaloso con peligrosos rápidos, volvió a Moscú con su marido. En 1958, fue designada jefa de la Cátedra de Lenguas Romances de la Escuela Superior de Diplomacia en Moscú, cargo que desarrolló hasta que se jubiló en 1971.
En 2013, con cien años de edad, participó como activista en el primer aniversario de la primavera valenciana por el que fue conocida como la abuela del 15-M.
En 2017 su biblioteca fue donada a la Biblioteca Valenciana Nicolau Primitiu. La colección bibliográfica, que forma parte de los fondos de la Biblioteca Valenciana relacionados con el exilio español, está formada por aproximadamente 3000 ejemplares de materias variadas como Literatura, Arte, Ciencias Políticas y Sociología. Especialmente destacan los ejemplares en ruso que constituyen un 40 % del total de la colección.

## Reconocimientos
En septiembre de 2015, fue distinguida como hija predilecta de la ciudad de Valencia, y recibió en 2016, la Alta Distinción de la Generalidad Valenciana y la Gran Cruz de la Orden de Jaume I el Conqueridor dentro de los Premios 9 de octubre.
El nuevo colegio situado en la calle Puerto Rico del barrio Valenciano de Russafa fue bautizado con su nombre.

## Obra
- 2009, La vida es un río caudaloso con peligrosos rápidos. Historia y memoria del franquismo.[17]